# Burg Buchenau

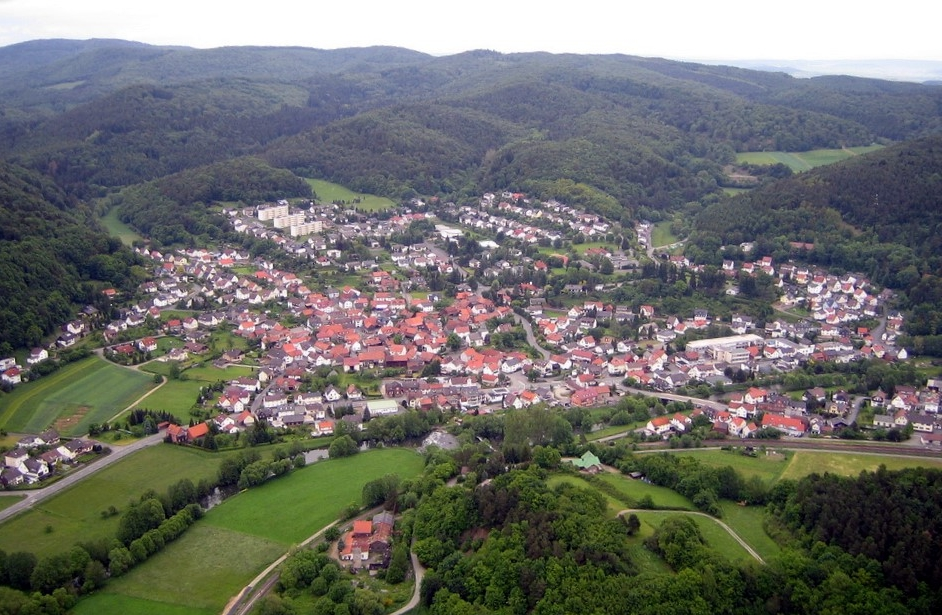
Luftbild Buchenau von Süden. Mittig im Vordergrund der Burgberg.

Die Burg Buchenau ist eine mittelalterliche Burgstelle südlich des Dautphetaler Ortsteils Buchenau im Landkreis Marburg-Biedenkopf in Hessen.

## Lage
Der Burgstall der ehemaligen Spornburg liegt auf einem Geländesporn oberhalb der Lahn bei rund 286 m ü. NN Höhe, nur etwa 1,5 bis zwei Kilometer östlich der Burg Hohenfels.

## Geschichte

### Burg Buchenau
Die einzige direkte Nennung erfolgt für 1468 bei einer nicht erfolgreichen Belagerung. Die Adligen Herren von Buchenau werden im 13. bis 16. Jahrhundert urkundlich genannt (1210–1575). Buchenau war in der damaligen Zeit eine Vogtei des Bistums Fulda.

### Das Adelsgeschlecht von Buchenau
- 1238 erwähnt (L. von Buchenau [Bechenowe])
- 11. September 1265 Peter und Kraft von Buchenau
- Vasallen des Grafen Johann von Nassau (1307) – Heidenreich und Krig von Buchenau
- 1367 Peter von Buchenau Pfarrer in Hartenrod[2]

## Anlage
Über die Burganlage ist sonst nur wenig bekannt. Lediglich eine flache Mulde weist auf einen Halsgraben hin.